# Adam Pernal
Adam Pernal, pseud. Smutny (ur. 22 grudnia 1963 w Żaganiu, zm. 15 czerwca 2013 tamże) – polski pianista i kompozytor kabaretu Potem, od ok. 2003 dyrektor pałacu kultury w Żaganiu.

## Życiorys
Ukończył wychowanie muzyczne w Wyższej Szkole Pedagogicznej w Zielonej Górze. Do kabaretu Potem trafił poprzez klub Gęba. W roli pianisty zastąpił Pawła Jarosza i występował tam do zakończenia działalności kabaretu w 1999 r. Poza akompaniowaniem w niewielkim stopniu udzielał się na scenie aktorsko, głównie w piosence Nudzę się, podczas której często efektownie łamał krzesło, a raz nawet wywrócił pianino.
Uczestniczył w nagraniach Wytwórni Dźwięków Trrrt. Wraz z Władysławem Sikorą współtworzył kabaret Adin.
Adam Pernal zmarł 15 czerwca 2013 w nocy w Żaganiu po walce z chorobą nowotworową. W dniu jego śmierci odbywał się kabareton festiwalu w Opolu. Prowadzący go Robert Górski zakończył swoją konferansjerkę słowami: Smutny, graliśmy dla Ciebie. Dziękujemy, że byłeś!